# Plecopterodes variabilis
Plecopterodes variabilis är en fjärilsart som beskrevs av Paul Mabille 1890. Plecopterodes variabilis ingår i släktet Plecopterodes och familjen nattflyn. Inga underarter finns listade i Catalogue of Life.